# Villeneuve-lès-Maguelone
Villeneuve-lès-Maguelone (in occitano: Vilanòva-de-Magalona) è un comune francese di 8 985 abitanti situato nel dipartimento dell'Hérault nella regione dell'Occitania.

## Monumenti e luoghi d'interesse
Il suo territorio comprende anche quello dell'isola di Maguelone, sede dell'antica cattedrale dei Santi Pietro e Paolo di Maguelone.

## Società

### Evoluzione demografica
Abitanti censiti